# Plenář (liturgická kniha)
Plenář (latinsky plenarium) je středověká liturgická kniha povětšinou obsahující všechny liturgické texty, které potřebuje celebrant pro slavení mše během celého liturgického roku. První plenáře se objevují v 9. století a v 11. nebo 12. století bylo již jejich užívání obecně rozšířené. Později se namísto plenáře začal používat misál, který navíc obsahuje také popis průběhu mše.